# Carlo Maratta

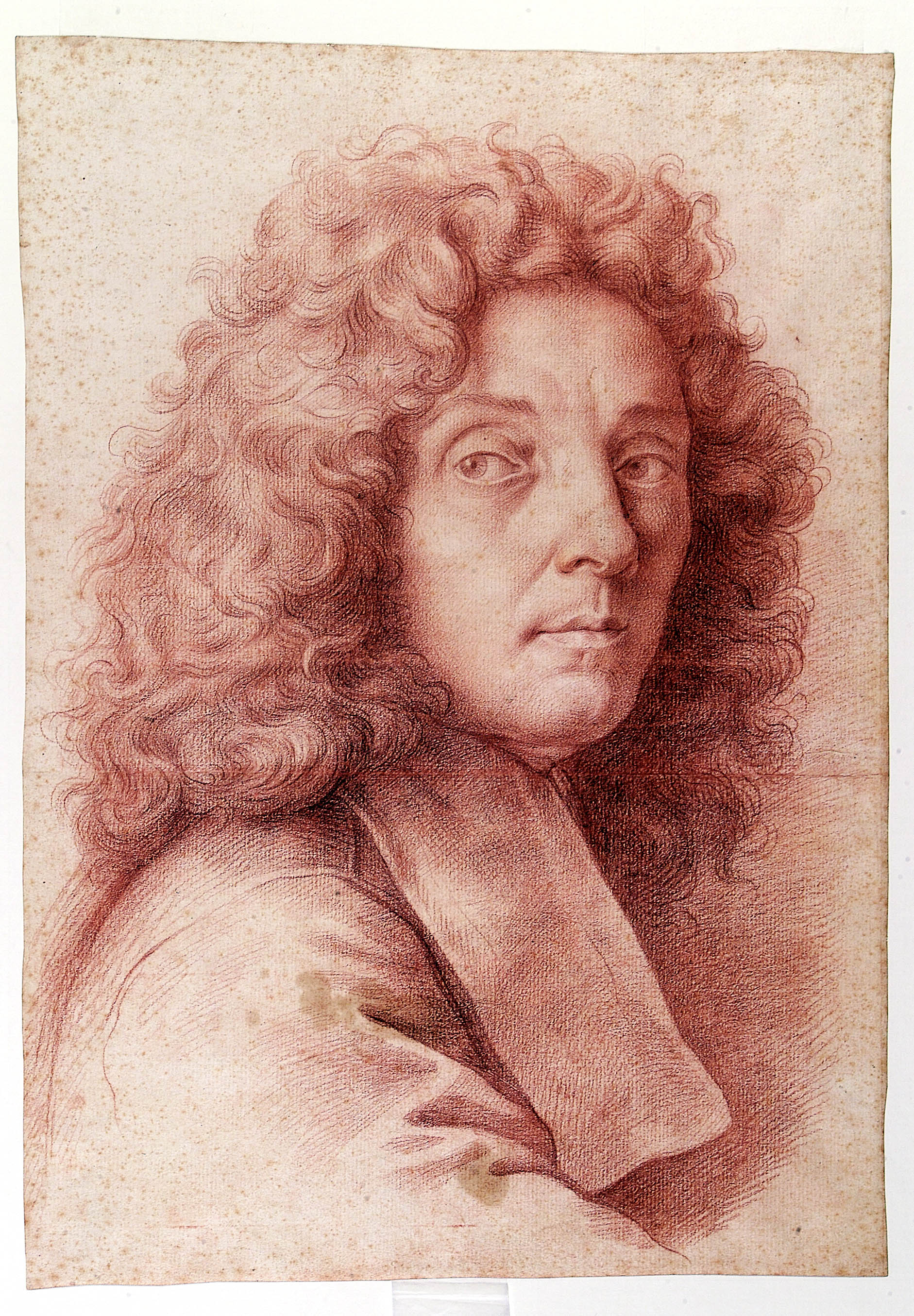
Selbstbildnis, Zeichnung, 1684

Carlo Maratta (* 13. Mai 1625 in Camerano nahe Ancona (Marken); † 15. Dezember 1713 in Rom; auch bekannt als Carlo Maratti, ital.) war der Hauptmeister der klassizistischen Strömung des römischen Hochbarock, an dessen Anfang Raffael, danach Annibale Carracci sodann sein Lehrer Andrea Sacchi standen.

## Leben und Werk
Schon in frühester Jugend zeigte sich bei Maratta ein ausgeprägtes künstlerisches Talent. Daher wurde er von seiner Familie 1637 im Alter von 12 Jahren zu Andrea Sacchi nach Rom geschickt, um Malerei zu studieren. Bei ihm blieb er viele Jahre und betrachtete ihn zeit seines Lebens als seinen besten Freund und größten Mentor. Seinen ersten größeren Auftrag erhielt er für die Fresken in S.Giovanni in Fonte, Florenz. Schon 1650 schuf er in der Art seines Lehrers Sacchi die Anbetung der Hirten für die Kirche S. Giuseppe dei Falegnami in Rom – ein Altarbild, das ihn bekannt machte und ihm eine Visite bei Papst Alexander VII. einbrachte, der ihn mit weiteren Aufträgen betraute. Einige seiner Altarbilder hängen bis zum heutigen Zeitpunkt in römischen Kirchen und werden wegen ihrer Würde und Größe bewundert. 1653/4 folgte ein Auftrag zur Anfertigung von Fresken in S. Isodor, Florenz.
Während seiner Zeit in Rom wurde er in Italien als „Maratti“ bekannt, weil dieser Name in Italien geläufiger war. Maratta jedoch war sein korrekter Name.

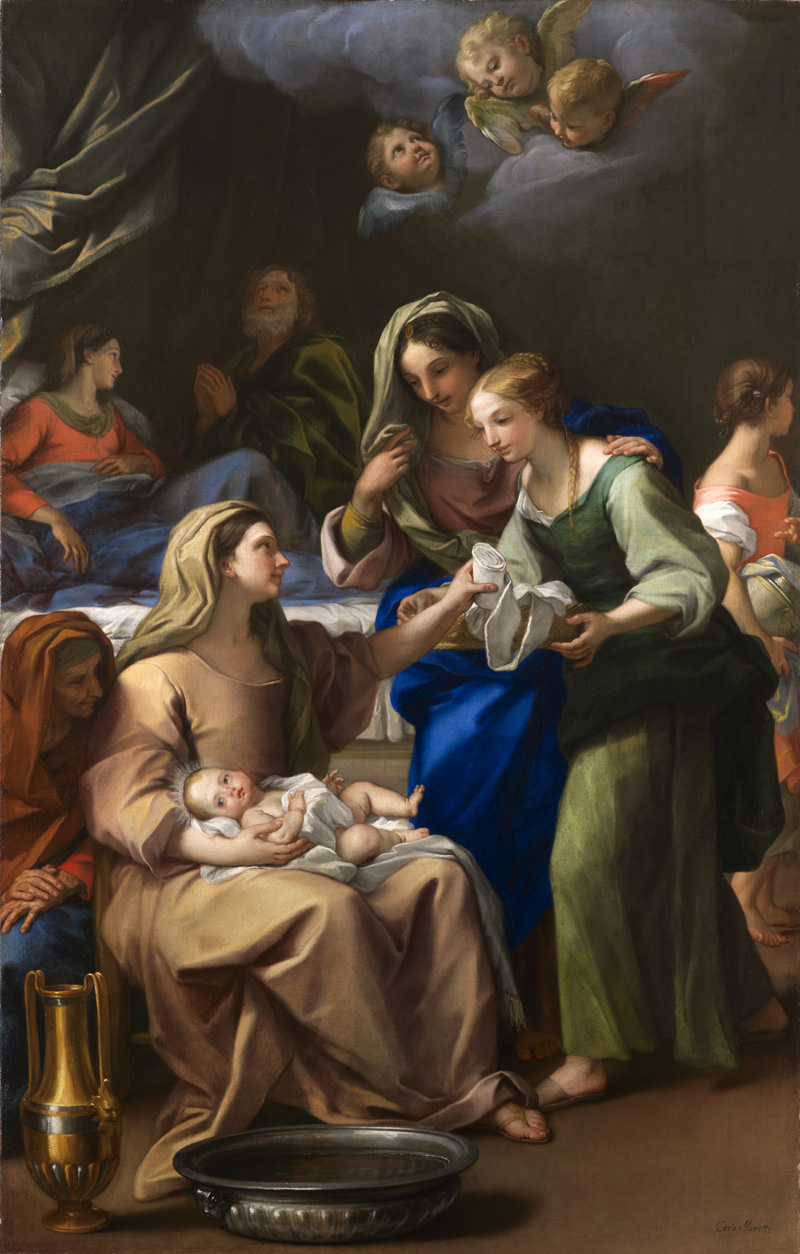
Carlo Maratta, Mariä Geburt, 1685

Kennzeichnend für seinen Malstil war eine strenge, klar gegliederte Komposition mit klar abgesetzten Konturen der einzelnen Figuren in zumeist ganzfiguriger Darstellung. Seine maßvolle Farbgebung, angelehnt an die der Brüder Caracci und noch in der oberitalienischen venezianischen Tradition der Hochrenaissance.
Besonders aber als Porträtmaler seiner Zeit nimmt er bis heute eine bedeutende Stellung ein. So malte er 1669 das Bildnis des Papstes Clemens IX. in sitzender Pose im Kardinalstuhl (s. Abb. unten). Nach dem Tode Pietro da Cortonas (1669) übernahm er eine führende Rolle in der römischen Künstlerwelt bis ins 18. Jahrhundert hinein. Als Maler war er dem päpstlichen Ambiente engstens verbunden.
Um 1670 entstand sein berühmtes Bild Die Jungfrau erscheint dem Hl. Philipp Neri, das heute im Palazzo Pitti in Florenz zu besichtigen ist, ein Jahr darauf malte er die Unbefleckte Empfängnis im hochbarocken Stil, die in der Nationalgalerie in Cosenza (Palazzo Arnone) zu bewundern ist und gerne in seiner Art von einigen Nachfolgern im Stil übernommen wurde. 1676 folgte dann ein Auftrag für den Kardinalspalast Altieri in Rom.

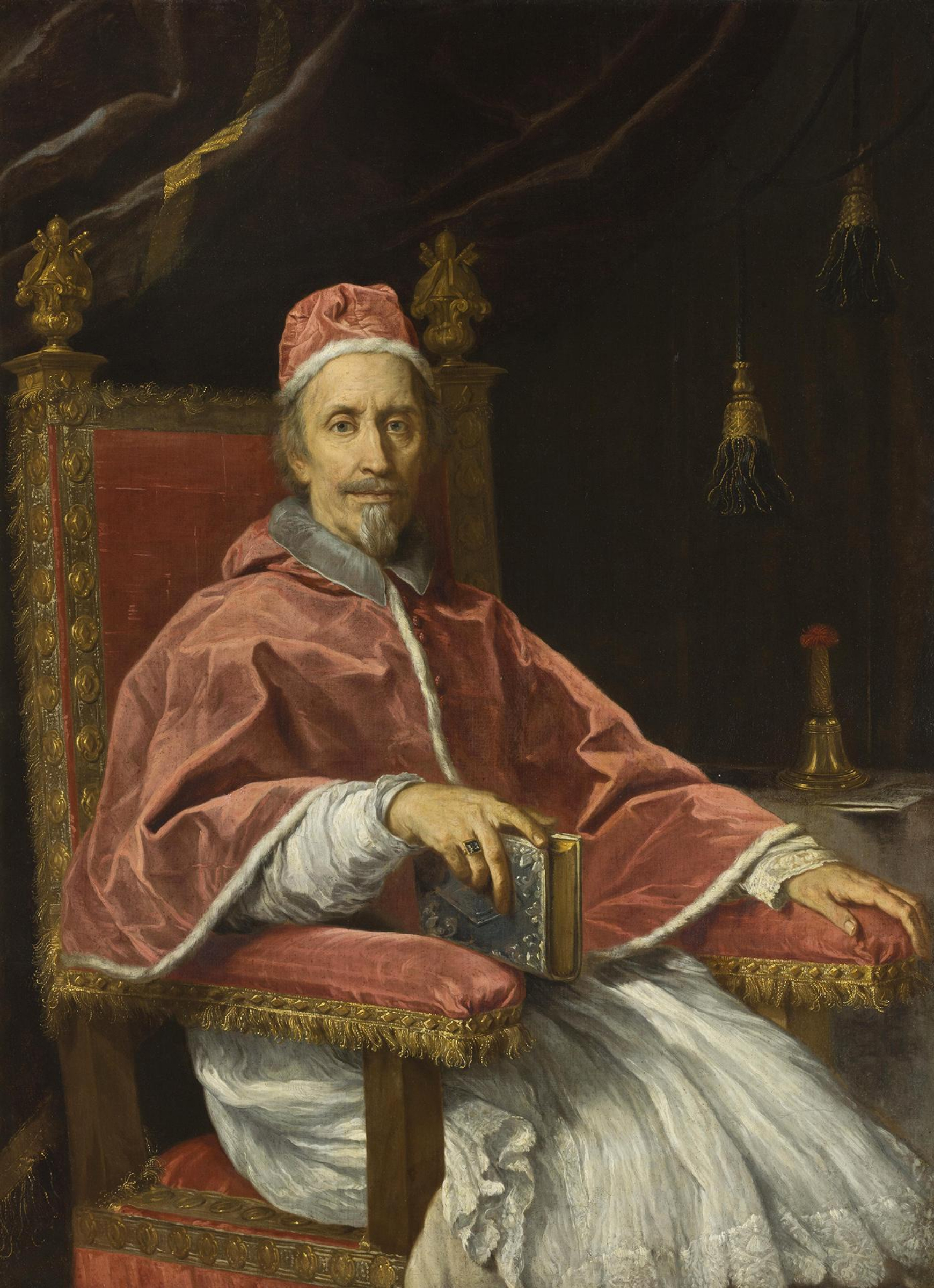
Carlo Maratta, Porträt von Papst Clemens IX., 1669

Neben Altarbildern malte Maratta aber auch Porträts, so z. B. den barocken Gartengestalter André le Nôtre, stellte Fresken her und gestaltete Skulpturen und viele Zeichnungen. Damit schuf er ein vielseitiges Werk, sowohl in der künstlerischen Technik, als auch in der Themenvielfalt. Sein Repertoire reichte von kleinen lyrisch-anmutenden Andachtsbildern bis hin zu sicher im Großformat beherrschten Altarkompositionen.
In der Folgezeit führte er zahlreiche Werke mit religiösen Themen aus, die er, wie sein Lehrer, in der Tradition des auf Raffael beruhenden klassischen akademischen Malstils ausführte und ihn gegen Ende des 17. Jahrhunderts zusammen mit seinem Lehrer als den „führende Maler Roms“ werden ließ. 1686 malte er für die Kirche S.Maria del Popolo, Rom, die Maria Immaculata.
Internationale Reputation gewann er insbesondere für seine Bilder der Madonna mit dem Kind, ein häufig aufgegriffenes Bildsujet aus der Blütezeit der Renaissance. Er schuf zahlreiche Bilder, von denen einige im Louvre, Paris, viele aber in bedeutenden europäischen Museen und in kleineren Galerien hängen. Sein künstlerisches Talent stellte er auch in der Architektur unter Beweis und zeichnete Entwürfe für zahlreiche römische Bauwerke.
Wegen der Menge an Aufträgen unterhielt er schließlich ein großes Studio mit vielen Lehrlingen und Mitarbeitern das ihm aber posthum einen schlechten Ruf einbrachte, da teilweise minderwertige Arbeiten seiner zahlreichen Schüler mit seinen eigenen Werken verwechselt wurden, wobei er deren Skizzen und Zeichnungen nur vorbereitete.
Um 1690 entstand die Bathseba im Bade, ein alttestamentliches Thema, das heute im Kunsthistorischen Museum in Wien aufbewahrt wird.
Besondere Anerkennung fand er auch durch den deutschen Kunsttheoretikern Johann Joachim Winckelmann, der zu seiner Zeit in Rom weilte, sowie von dem italienischen Pamphletschreiber und Freund Giovanni Pietro Bellori, an dessen Schrift Die Idee des Malers seine Vorstellungen von der klassizistischen Maltheorie angelehnt waren und die er zu verwirklichen suchte.
Maratti wurde um 1700 zum Präsidenten (Principe) der Accademia di San Luca berufen, zwei Jahre später machte ihn Papst Clements XI zum Leiter der Antiquitäten von Rom und er bekam schließlich einen Ritterorden. Danach war er für die Restaurierung der Fresken des Raffael in den Vatikanischen Stanzen verantwortlich.

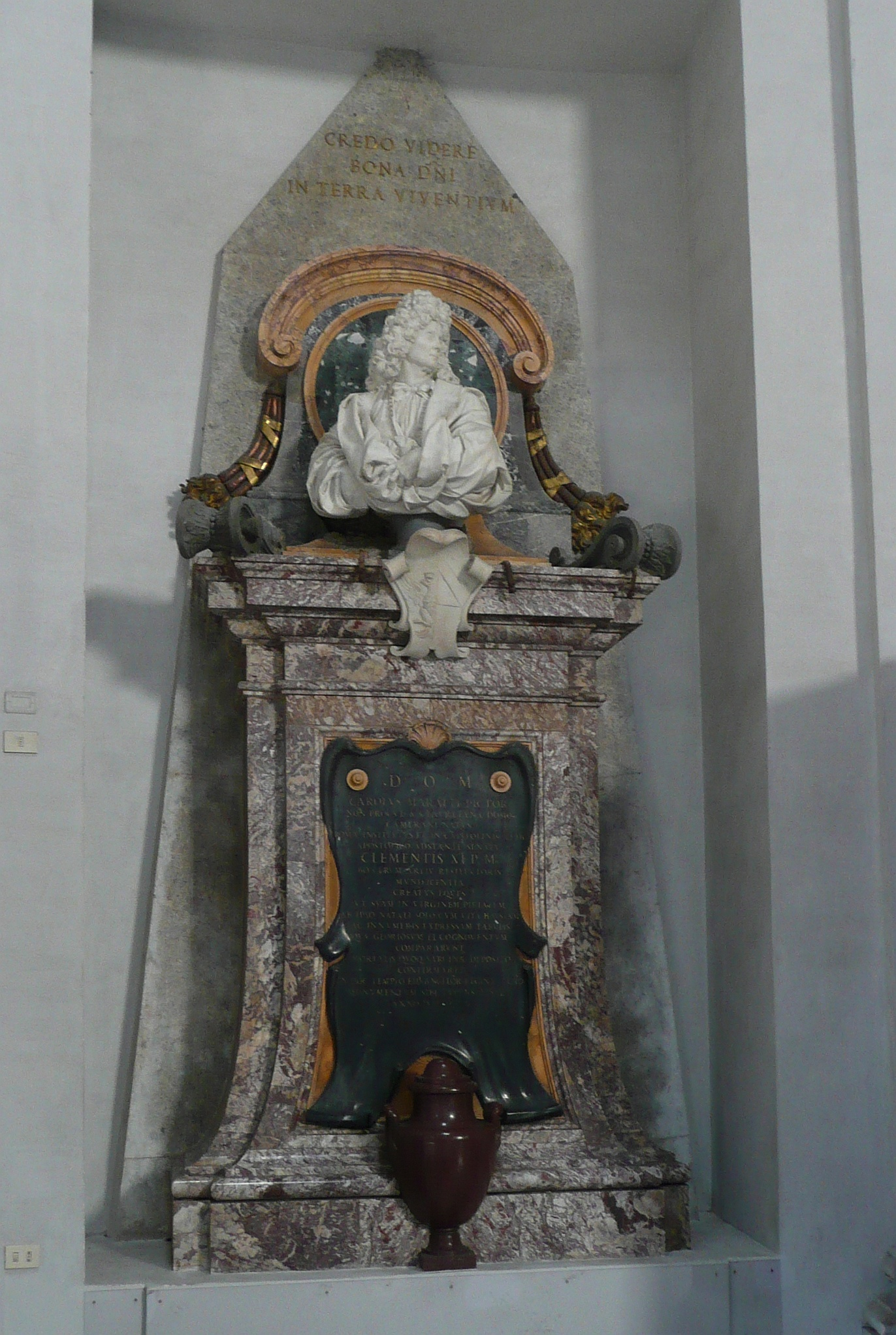
Grabmal Carlo Marattas in S. Maria degli Angeli in Rom

1704 wurde er von Papst Clemens XI. zum Ritter geschlagen, erhielt einen Christlichen Orden und wurde im gleichen Jahr Hofmaler von Ludwig XIV. von Frankreich, der sein Bild der Apollo und Daphne von 1681 gesehen hatte und seine Malerei tief bewunderte. Ab 1706 konnte Maratti infolge einer Sehstörung nicht mehr malen, unterhielt aber weiterhin seine Werkstatt. Bedeutenden Einfluss übte er nicht nur auf seine zahllosen Schüler aus, die in seinem Sinne hochbarocke Kunstwerke für Kirchen schufen, sondern vor allem dann auf den sächsischen Hofmaler Anton Raphael Mengs.
Er ist in der Vorhalle von S. Maria degli Angeli in Rom in einer Urne bestattet in einem eigens für ihn angefertigten würdevollem Grabmal mit Büste und Ehrentafel. Über sein Leben wissen wir genauestens von seinem oben erwähnten Freund Bellori Bescheid, der 1731 schriftlich eine Vita über ihn verfasste. Sein Heimatort Camerano in den Marken ehrt ihn u. a. mit einem Theater, das seinen Namen trägt und hat im Jahre 2002 ein Maratti-Museum eröffnet. Auf der Piazza Roma befindet sich auch ein Bronzedenkmal mit der Büste des berühmten Malers.

## Bedeutende Werke
- Werke in europäischen Sammlungen[3]

## Zeichnungen und Radierungen
- Werke aus dem Bestand des Britischen Museums[4]
- Glaube und Gerechtigkeit, um 1676[5]